# Maladeta
O pico da Maladeta (em castelhano: Pico de la Maladeta) é o sétimo pico mais alto dos Pirenéus, atingindo a altitude de 3 308 m. Faz parte do maciço da Maladeta situado na zona do vale de Benasque e é constituído por terrenos paleozoicos de natureza granítica e materiais mesozoicos que lhe servem de cobertura. Está dividido em duas partes, Maladeta Ocidental (6 ha) e Oriental (31 ha). 
Situa-se no Parque Natural Posets-Maladeta, município de Benasque, província de Huesca, comunidade autónoma de Aragão, a curta distância a noroeste do Monte Aneto, o seu cume-pai. Foi escalado pela primeira vez em 1817 pelo naturalista Johann Jacob Friedrich Wilhelm von Parrot.
Nas suas encostas nasce o rio Ésera.